# Woollard
Woollard – wieś w Anglii, w hrabstwie ceremonialnym Somerset, w dystrykcie (unitary authority) Bath and North East Somerset. Leży 9 km na południe od miasta Bristol i 168 km na zachód od Londynu.